# Método de Carius
El método de Carius es un método para la determinación cuatitativa de halógenos en sustancias químicas, usado en química analítica. Fue inventado por el químico alemán Georg Ludwig Carius (1829–1875).
Una masa conocida de un compuesto orgánico es calentado con ácido nítrico fumante en presencia de nitrato de plata contenido en un tubo de vidrio duro sellado conocido como tubo de Carius, en un horno. El carbono y el hidrógeno presente en el compuesto son oxidados a dióxido de carbono y agua. Los halógenos presentes forman el correspondiente haluro de plata (AgX). Este es filtrado, lavado, secado y pesado.
{\displaystyle {\ce {(C,H,X) + AgNO3 + O2 ->[HNO3] CO2 + H2O + AgX v}}}
Este ensayo químico funciona igualmente con la determinación de azufre pero sin adición de nitrato de plata. El ácido sulfúrico intermediante formando tras la reacción del azufre con el ácido nítrico fumante forma sulfato de bario insoluble con la adición de cloruro de bario.
{\displaystyle {\ce {(C,H,S) + BaCl2 + O2 ->[HNO3] CO2 + H2O + BaSO4 v}}}